# Arma desmontável

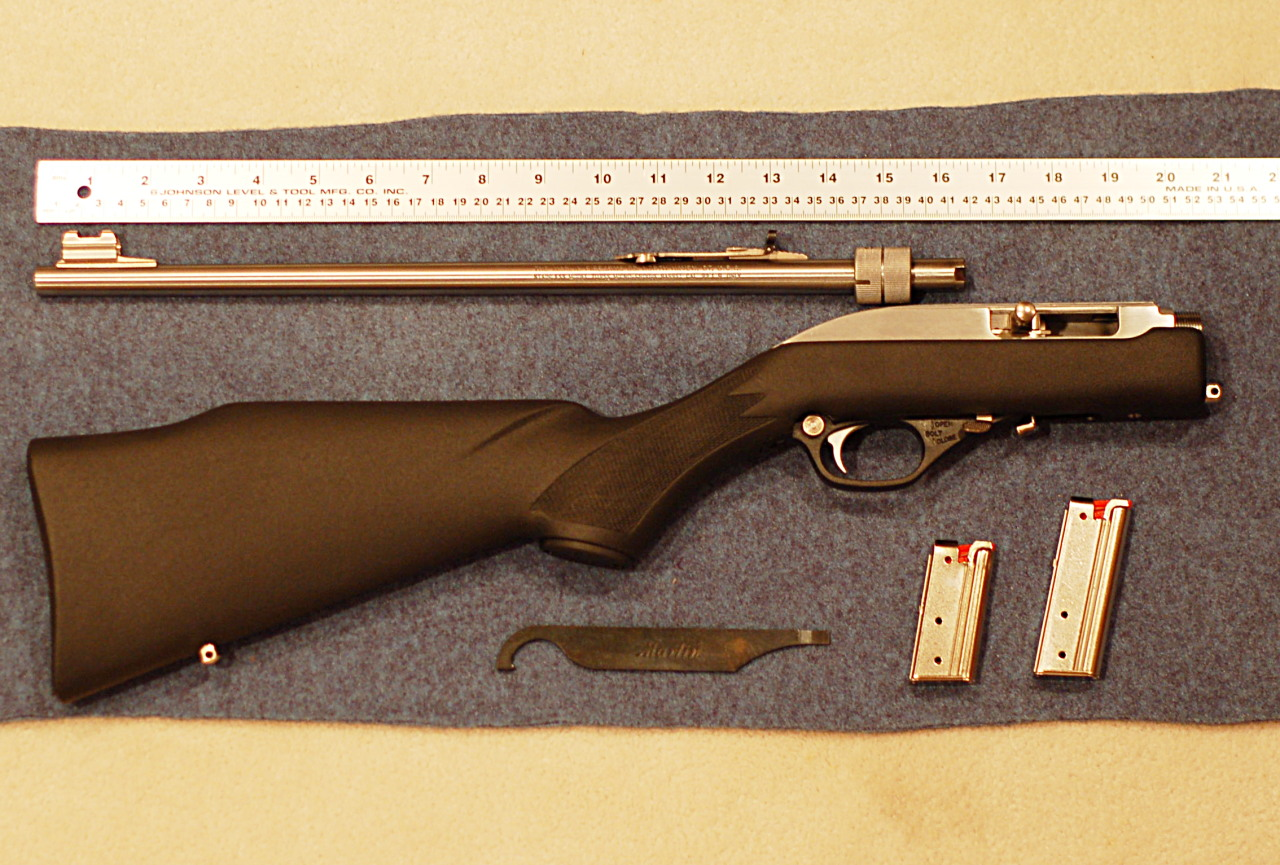
O rifle desmontável "Marlin Model 70P".

Uma arma desmontável ("takedown gun" (em inglês)), normalmente um rifle ou espingarda, é uma arma longa projetada para ser desmontada reduzindo significativamente seu comprimento, tornando-a mais fácil de armazenar, embalar, transportar e esconder. Uma variedade de designs de cano, coronha e receptor foram inventados para facilitar a desmontagem. Por exemplo, o design articulado de muitas armas de fogo permite a desmontagem. Algumas armas de fogo normais podem ser modificadas para permitir a desmontagem após a fabricação através de armeiros personalizados.
Armas de sobrevivência como a Armalite AR-7 podem ser desmontadas e seu cano, ação e carregadores armazenados dentro de sua coronha de plástico. Este rifle semiautomático leve de 2,5 libras e calibre .22 LR mede 35 polegadas (889 milímetros) no total quando montado e apenas 16 polegadas (406 milímetros) quando desmontado e pode até flutuar. Embora o AR-7 tenha sido projetado como uma arma de sobrevivência para pilotos e tripulantes, é comumente usado por atiradores e mochileiros, e é freqüentemente levado em veículos e barcos.